# Zomicarpa pythonium
Zomicarpa pythonium är en kallaväxtart som först beskrevs av Carl Friedrich Philipp von Martius, och fick sitt nu gällande namn av Heinrich Wilhelm Schott. Zomicarpa pythonium ingår i släktet Zomicarpa och familjen kallaväxter. Inga underarter finns listade.